# Christine Melchiors
 (mars 2016).
Si vous disposez d'ouvrages ou d'articles de référence ou si vous connaissez des sites web de qualité traitant du thème abordé ici, merci de compléter l'article en donnant les références utiles à sa vérifiabilité et en les liant à la section « Notes et références ».
Christine Melchiors est une artiste contemporaine née en 1963 à Frederiksværk au Danemark qui vit et travaille à Paris. 

## Biographie
Elle est diplômée de l'École supérieure d'arts de Grenoble en 1989. En 1989 elle a suivi l'atelier Klaus Rinke à l'Académie des beaux-arts de Düsseldorf. En 1991 elle a obtenu le Master de l'Académie royale des beaux-arts du Danemark.

### Premières expositions (1990-1995)
Ses premières expositions solo portent sur la notion de protection, la peur collective véhiculée par les médias et leurs conséquences sur l’espace intime. Elles sont très inspirées par les théories d'Edward T. Hall, et la notion de proxémie, la dimension subjective qui se crée entre les individus.  
Elle crée des sculptures en béton représentant des objets mobiles faisant partie de notre quotidien (sacs, dépliants publicitaires), des affiches murales, des pictogrammes de violence. Sa première exposition a lieu au Danemark en 1990. Il s'agit d'Indeklima (Climat d’intérieur), à la Baghuset Gallery de Copenhague.
En France, en 1995, elle expose In Space of Nowhere, à la Galerie Chez Valentin, Paris,
Parallèlement elle participe à la création du groupe d’artistes danoises Bob Smith arrangements en 1991 avec Ann Liselgaard, Eva Larsson et Susan Hinnum, attribuant leurs expositions de groupe à un curateur fictif Bob Smith censé légitimer leurs démarches féministes par son autorité de genre masculin.
En 2013, les quatre artistes sont de nouveau réunies pour les expositions The Beginning is always Today, au SKMU Sorlandet Kunstmuseum (en), Norvège et A Room with a view, A celebration of 200 years of Women Artists in Denmark.

### Installations (1994-1995)
À partir de 1994, son travail s'oriente sur la création d’espaces diffus et utilise des éléments destinés à cerner ou révéler l’intime.
Du 24 mars au 9 avril 1994, l'exposition Femmes publiques, au palais de la Femme sur une proposition de la sociologue Ginette Lemaitre réunit Christine Melchiors (pour le collectif Bob Smith), Name Diffusion (Marion Baruch) et Art Domestique Production (Deborah Weinstein). 
Christine Melchiors y suggère une chambre dans le hall, en créant un mur/paravent à claire-voie, et installant des placards sans porte tandis que des haut-parleurs diffusent une pièce sonore qui énumère le type de vêtements qu'on trouve dans une armoire de femme.
En 1995, l'installation Life Lines/ Lignes de vie au Charlottenborgs Efterårsudstilling de Copenhague, présente des centaines de lettres de différentes personnes, recopiées à la main en respectant l'écriture de chacune. Pour Wild at Heart, 1995, des centaines de lettres sont confiées à l'artiste qui les recopie à la main. Puis elles sont coupées et exposées sur un mur, et ensuite entrelacées jusqu’à former une couverture.

### Interventions
À partir de 1999, elle réalise des séries d’interventions qui lient l’architecture et les cosmétiques dans une relation inhabituelle. La peau du corps comme la peau des bâtiments sont des écrans, des étapes entre l’extérieur et l’espace personnel, tous les deux prenant en compte les questions de la lumière et l'apparence.
Pour l'installation La Loge, à l'Espace Dehors, du Centre d’art contemporain Faux Mouvement de Metz en 2002, elle intervient sur les vitres avec du eye-liner liquide noir, et des dessins.
Elle intervient dans le Square des Batignolles, Paris, pour l'exposition Oh les beaux jours, en 1999, sur les vitres du Pavillon, avec l'Aquarelle corporelle no 19 de chez Make-up for-ever. L'œuvre éphémère s'intitule Pavillon rouge. Selon l'artiste, « L'industrie cosmétique valorise souvent ses produits par l'usage de composante végétale. L'interdiction de vieillir est omniprésente. Ce mur forme une paroi éphémère entre les plantes vivantes de la serre et l'extérieur, et dans laquelle est suggérée la transformation inavouable d'un état à un autre ». 
Les œuvres prennent de plus en plus en compte l'espace extérieur, l'artiste crée des espaces de transition, des extensions, des endroits d'isolation temporaire. Elle questionne les espaces inutilisés et la notion d'éphémère. Les Écrans protecteurs végétaux sont réalisés entre 2002 et 2015. Ils questionnent le rôle du végétal et son recyclage. Le premier a eu lieu à Breathing Space, exposition organisée par la curatrice Pernille Grane, Parc André-Citroën, Paris 2002. Christine Melchiors y réalise un mur tissé avec des déchets de fleurs, dimensions 4 m x 1,5 m. Elle crée également des jardins suspendus, des murs d'orties et de déchets de fleurs, des folies végétales.

## Expositions

### Expositions et interventions personnelles
- 2015 : Metafestival organisé par Meta Edition, Folies végétales[10], Galerie Laurent Mueller, Paris.
- 2011 : The Hidden Gardens, White Box, M. Gibson Gallery, London Ontario Canada.
- 2011 : Jardin protecteur, intervention végétale d’une journée sur la Place Parmentier Saint-Denis, France.
- 2006 : Les Endroits inutilisés : Une réminiscence d'espaces, musée des beaux-arts de Vendsyssel, Hjørring DK[11].
- 2002 : La Loge, Centre d’art Faux Mouvement, Metz.
- 2001 : 6, rue de la Colonie, Red Heart company, Paris
- 2001 : Under Opbygning, Overgaden, Institut pour l’art contemporain, Copenhague.
- 1999 : Intervention chez Shu Uemura, St.Germain Paris. Filmé par Arté pour l'émission Tracks.
- 1998 : Conception et auto edition de la publication Laboratoire de la sensibilité. Présenté à l’expo: La Nuit de la mutation, Groupe By the Way, Paris.
- 1995 : In The Space of Nowhere, Galerie Chez Valentin, Paris.
- 1990 : Indeklima, Baghuset Gallery Copenhague

### Expositions de groupe sélection
- 2018 : Sommerskulptur Søby, Sæberiets have,  "Turning landscape of memories"[12]
- 2015 : Folies végétales, intervention d’une journée dans le Jardin de Cambrai, Paris, invitée par Arsmedia.
- 2013 : The Beginning Is Always Today, Contemporary Feminist Art in Scandinavia, SKMU Sorlandet Kunstmuseum (en)[13], Norvège, Curator Else-Brit Kroneberg, 2013/14 et The Beginning is alwas today, Västerås Konstmuseum, Sweden.

Réenchanter la ville, une exposition Arsmedia, Mairie de Paris 19e.
- 2012 : Jardins suspendus, invités par Arsmedia, installation éphémère végétale réalisé avec les habitants du quartier de l’Espace Curial, Paris 19e.
- 2011 : Les Jardins suspendus, LMQTP (Le Mai qui te plaît), commissaire : Anne-Marie Morice, Espace Synesthésie, Saint-Denis.
- 2009 : Stalke Galleri, Copenhague, exposition de dessins.
- 2006 : What about Her Side of The Story, Galleri Charlotte Fogh, Aarhus, DK.
- 2006 : Esplanaden 2006, Den Frie udstillings bygning, Copenhague.
- 2005 : Forget-me-not, Installation végétale, dans l'exposition collective avec Jean-Luc Bichaud, Hsia-Fei Chang, Dominique Ghesquière, Annika von Hausswolff, Ann Lislegaard et Lars Bent Petersen, Maison du Danemark, Paris.
- 2004 : Forskudte Hverdags objekter, Museum Trapholt (nl), Kolding Danemark[15].
- 2004 : Un Cabinet de curiosités , Espace piano Nobilé, Genève.
- 2003: Women 2003, projet sur panneaux publicitaire situés dans la ville de Copenhague. Idée et concept d'Hanne Lise Thomsen, site et catalogue.
- 2002 : Ice Cubes, l’art dans la ville, organisée par Piano Nobilé,  Genève.
- 2002 : Breathing Space, Parc André Citroên, Paris.
- 2000 : Une œuvre, un critique, un artiste, musée de Louviers.
- 1999 : Oh no not me, I never lost control, Galleri Specta, Copenhague.
- 1999 : Oh les beaux jours, Commissaires Frédérique Lecerf et Eric Landan, square des Batignolles, Paris.
- 1999 : Out of focus, Galerie Rhizom Aarhus DK. Catalogue.
- 1997 : Jeu de ville, Paris. (partenaire France Télécom)
- 1997 : A box is a box is a box ..., Sargfabrik Wien. Catalogue.
- 1997 : ABBDGMMNPS, Galerie Chez Valentin, Paris.
- 1996 : Les Femmes du Nord, Bibliothèque de Villeneuve d’Ascq.
- 1996 :The Great Divide, Bricks & Kicks, Wien Autriche[16].
- 1995 : Wild at Heart, Espace Grandia, Galerie Jousse-Seguin, Paris. Catalogue.
- 1995 : 2D, Centre d’art Nikolai, Copenhague (expositions de wall-drawings).
- 1995 : Atomic, Galerie Titanik, Turko Finlande.
- 1995 : Parcelles d'intimités, Lignes de vies, Charlottenborgs Efterårsudstilling, Copenhague.
- 1994 : Palais de la femme, Femmes publiques, Paris. Catalogue.
- 1994 : Stockholm Smart Show, avec Galerie Nicolai Wallner.
- 1994 : PROMS, Kunsthallen Brandts Klædefabrik, Odense , DK.
- 1994 : Miniatures, The agency, Londres.
- 1993 : Black Box, n°1, organisée par Globe, Copenhague.
- 1993 : 17.00CET, Stalke out of Space, Copenhague.
- 1993 : Galleri Nicolai Wallner, Copenhague.
- 1991 : Tryg, Krasnapolsky, Copenhague.
- 1991 : Stalke out of space, Stockholm Art Fair, Suède.
- 1991 : Something insincere, Galleri Baghuset, Copenhague.
- 1990 : Benefit show, Baghuset Gallery, Copenhague.
- 1990 : Baghuset i Fredericia, Fredericeria, DK

## Bob Smith Arrangements
Au début des années 1990, quatre jeunes artistes danoises, Susan Hinnum, Ann Kristin Lislegaard, Eva Larsson et Christine Melchiors, inventent un curateur fictif Bob Smith pour les lancer sur marché de l'art. Il devient le commissaire fictif de plusieurs projets les présentant dans différentes propositions artistiques : en robes de mariées, enceintes... Par ce projet, elles montrent comment le fait d'être présenté par un curateur masculin permet à un projet féminin d'aboutir. 
Manifeste Bob Smith Arrangements.